# Parròquia de Matkule
La Parròquia de Matkule (en letó: Matkules pagasts) és una unitat administrativa del municipi de Kandava, al nord de Letònia. Abans de la reforma territorial administrativa de l'any 2009 pertanyia al raion de Tukuma.

## Pobles, viles i assentaments
- Matkule (centre parroquial)
- Kalnalangsēde
- Lejaslangsēde